# Halicyclops ramirezi
Halicyclops ramirezi – gatunek widłonoga z rodziny Halicyclopidae. Nazwa naukowa tych skorupiaków została opublikowana w 2007 roku przez Silvinę Menu-Marque i Dorę Sorarrain.